# モゴール人
モゴール人（Moghol）は、アフガニスタンのヘラート州に定住するモンゴル系民族。13世紀にアフガニスタン北西部に駐屯したチンギス・カンの軍に起源を持つとされる。
主に、ヘラート州のクンドゥール（Kundur）とカレジズィ・ムッラー（Karez-i-Mulla）という2村間に居住する。モゴール人はシャージャハーン（Shahjahan）とも呼称されるが、これはムガル帝国のシャー・ジャハーンの軍にモゴール人が参加したためである。